# Símbolo químico
Cada elemento químico, natural ou sintetizado artificialmente, é representado por um símbolo que o identifica graficamente.

## Simbologia
Desde o tempo dos alquimistas os elementos químicos conhecidos já eram representados por símbolos. Por exemplo: o ouro era identificado pelo símbolo do Sol e a prata pelo símbolo da Lua. Atualmente adota-se o método de J. J. Berzelius, sugerido em 1811:
- Os símbolos são adotados internacionalmente. Qualquer que seja a língua ou alfabeto o símbolo é o mesmo.
- O símbolo químico é a letra inicial, maiúscula, do seu nome latino seguida, quando necessário,  de uma segunda letra minúscula da substância.
  - Carbono - C
  - Cálcio - Ca
  - Cádmio - Cd
  - Nitrogênio - N
  - Sódio (Natrium) - Na
  - Cloro - Cl

É necessário ter cuidado para não escrevermos coisas como CO de (monóxido de carbono) ao invés de Co (cobalto).

## Elementos transférmicos
Terminando com 30 anos de controvérsias, a IUPAC através do CNIC (Committee on Nomenclature of Inorganic Chemistry) comunicou, em 30 de agosto de 1997, que os nomes e os símbolos dos elementos transférmicos (com número atômico maior que o do férmio) seriam:
- 101 - Mendelevium (Mendelévio) - Md
- 102 - Nobelium (Nobélio) - No
- 103 - Lawrencium (Laurêncio) - Lr
- 104 - Rutherfordium (Rutherfórdio) - Rf
- 105 - Dubnium (Dúbnio) - Db
- 106 - Seaborgium (Seabórgio) - Sg
- 107 - Bhorium (Bóhrio) - Bh
- 108 - Hassium (Hássio) - Hs
- 109 - Meitnerium (Meitnério) - Mt
- 110 - Foi denominado provisoriamente pela IUPAC de "ununnilium" , finalmente de Darmstádio ( símbolo Ds ), em agosto de 2003, em homenagem a Darmstadt (a GSI fica localizada em Wixhausen, pequeno subúrbio ao norte de Darmstadt)
- 111 - O nome "Roentgênio" (símbolo Rg) foi aceito como permanente em 1 de novembro de 2004 em homenagem a Wilhelm Conrad Röntgen. Antes desta data, o elemento era conhecido , sob as recomendações da IUPAC, pelo nome "unununium", símbolo "Uuu". Algumas pesquisas atribuíam-lhe o nome "eka-ouro", pela semelhança com as características do ouro.

Os Isótopos com números atômicos 112 e superiores foram nomeados em anos posteriores a 1997:
- 112 - Copernicium (Copernício) - Cn (oficialmente nomeado em 20 de fevereiro de 2010), anteriormente "ununbium" (unúnbio)
- 113 - Nihonium (Nipónio) - Nh (oficialmente nomeado em 28 de novembro de 2016), anteriormente "ununtrium" (unúntrio)
- 114 - Flerovium (Fleróvio) - Fl (oficialmente nomeado em 31 de maio de 2012), anteriormente "ununquadium" (ununquádio)
- 115 - Moscovium (Moscóvio) - Mc (oficialmente nomeado em 28 de novembro de 2016), anteriormente "ununpentium" (unumpêntio)
- 116 - Livermorium (Livermório) - Lv (oficialmente nomeado em 31 de maio de 2012), anteriormente "ununhexium" (unun-héxio)
- 117 - Tennessine (Tenesso) - Ts (oficialmente nomeado em 28 de novembro de 2016), anteriormente "ununseptium" (ununséptio)
- 118 - Oganesson (Oganessônio) - Og (oficialmente nomeado em 28 de novembro de 2016), anteriormente "ununoctium" (ununócito)

## Lista Alfabética dos Elementos por Símbolo
| Símbolo /Nome / Z       |                          | Símbolo / Nome / Z    |                         | Símbolo / Nome / Z |  | Símbolo / Nome / Z  |
| Ac - Actínio- 89        |                          | F - Flúor - 9         |                         | Nd - Neodímio - 60 |  | Sr - Estrôncio - 38 |
| Ag - Prata - 47         | Fe - Ferro - 26          | Ne - Neônio - 10      |                         | Ta - Tantálio - 73 |  |                     |
| Al - Alumínio- 13       | Fl - Fleróvio - 114      | Nh - Nipônio - 113    |                         | Tb - Térbio - 65   |  |                     |
| Am - Amerício - 95      | Fm - Férmio - 100        | Ni - Níquel - 28      |                         | Tc - Tecnécio - 43 |  |                     |
| Ar - Argônio - 18       | Fr - Frâncio - 87        | No - Nobélio - 102    | Te - Telúrio - 52       |                    |  |                     |
| As - Arsênio - 33       | Ga - Gálio - 31          | Np - Neptúnio - 93    | Th - Tório - 90         |                    |  |                     |
| At - Astato - 85        | Gd - Gadolínio - 64      | O - Oxigênio - 8      | Ti - Titânio - 22       |                    |  |                     |
| Au - Ouro - 79          | Ge - Germânio - 32       | Og - Oganésson - 118  | Tl - Tálio - 81         |                    |  |                     |
| B - Boro - 5            | H - Hidrogênio - 1       | Os - Ósmio - 76       | Tm - Túlio - 69         |                    |  |                     |
| Ba - Bário - 56         | He - Hélio - 2           | P - Fósforo - 15      | Ts - Tenesso - 117      |                    |  |                     |
| Be - Berílio - 4        | Hf - Háfnio - 72         | Pa - Protactínio - 91 | U - Urânio - 92         |                    |  |                     |
| Bh - Bóhrio- 107        | Hg - Mercúrio - 80       | Pb - Chumbo - 82      | V - Vanádio - 23        |                    |  |                     |
| Bi - Bismuto - 83       | Ho - Hólmio - 67         | Pd - Paládio - 46     | W - Tungstênio - 74     |                    |  |                     |
| Bk - Berquélio - 97     | Hs - Hássio - 108        | Pm - Promécio - 61    | Xe - Xenônio - 54       |                    |  |                     |
| Br - Bromo - 35         | I - Iodo - 53            | Po - Polônio - 84     | Zn - Zinco - 30         |                    |  |                     |
| C - Carbono - 6         | In - Índio - 49          | Pr - Praseodímio - 59 | Zr - Zircônio - 40      |                    |  |                     |
| Ca - Cálcio - 20        | Ir - Irídio -77          | Pt - Platina - 78     | Y - Ítrio - 39          |                    |  |                     |
| Cd - Cádmio - 48        | K - Potássio 19          | Pu - Plutônio - 94    | Yb - Itérbio - 70       |                    |  |                     |
| Ce - Cério - 58         |                          | Kr - Criptônio - 36   | Ra - Rádio - 88         |                    |  |                     |
| Cf - Califórnio - 98    |                          | La - Lantânio - 57    | Rb - Rubídio - 37       |                    |  |                     |
| Cl - Cloro - 17         |                          | Li - Lítio - 3        | Re - Rênio - 75         |                    |  |                     |
| Cm - Cúrio - 96         |                          | Lr - Laurêncio - 103  | Rf - Rutherfórdio - 104 |                    |  |                     |
| Cn - Copernício - 112   |                          | Lu - Lutécio - 71     | Rh - Ródio - 98         |                    |  |                     |
| Co - Cobalto - 27       |                          | Lv - Livermório - 116 | Rn - Radônio - 86       |                    |  |                     |
| Cr - Crômio/Crómio - 24 | Mc - Moscóvio - 115      | Ru - Rutênio - 44     |                         |                    |  |                     |
| Cs - Césio - 55         | Mg - Magnésio - 12       | S - Enxofre - 16      |                         |                    |  |                     |
| Cu - Cobre - 29         | Mn - Manganês - 25       | Sb - Antimônio - 51   |                         |                    |  |                     |
| Db - Dúbnio - 105       | Mo - Molibdênio - 42     | Sc - Escândio - 21    |                         |                    |  |                     |
| Ds - Darmstádio - 110   | Md - Mendelévio - 101    | Se - Selênio - 34     |                         |                    |  |                     |
| Dy - Disprósio - 66     | Mt - Meitnério - 109     | Sg - Seabórgio - 106  |                         |                    |  |                     |
| Er - Érbio - 68         | N - Nitrogênio/Azoto - 7 |                       | Si - Silício - 14       |                    |  |                     |
| Es - Einstênio - 99     |                          | Na - Sódio - 11       |                         | Sm - Samário - 62  |  |                     |
| Eu - Európio - 63       |                          | Nb - Nióbio - 41      |                         | Sn - Estanho - 50  |  |                     |